# François Baby (conseiller législatif)
Pour les articles homonymes, voir François Baby et Baby.
Charles François Xavier Baby (19 juin 1794 - 6 août 1864) était un homme d'affaires et un politicien du Bas-Canada.
Il était le fils aîné de François Baby. Après avoir fait ses études au Séminaire de Québec, il s’est lancé dans les affaires.
Il a eu une carrière tumultueuse en affaires, rencontrant des difficultés financières à au moins trois reprises, dont l'une s'est terminée par une faillite. Il a acheté et perdu plusieurs propriétés foncières et a également participé au commerce du bois.
En 1851, il semble avoir surmonté le pire de ses difficultés financières. Il participe à la construction et à l'entretien de phares pour le gouvernement. Il investit dans le chemin de fer de la rive nord du fleuve Saint-Laurent ainsi que dans le service de remorquage et les remorqueurs sur le fleuve. Ses différents contrats sont rachetés en 1860 pour un montant égal à trois dettes importantes.
Il se lance en politique en 1861 et est élu membre du Conseil législatif de la province du Canada et y siège jusqu'à sa mort. Sa gestion des contrats gouvernementaux et ses tractations en coulisses ont fait de lui un homme de grande influence au Québec.
En août 1831, il avait épousé Clothilde Pinsoneault, sœur de Pierre-Adolphe Pinsoneault qui a été le premier évêque catholique du diocèse de London, en Ontario.